# Я — легенда

Обкладинка першого видання роману в 1954 році

«Я — легенда» (англ. I Am Legend) — науково-фантастичний роман жахів американського письменника Річарда Метісона, що мав значний вплив на формування в сучасній літературі та мистецтві образів вампірів, зомбі, популяризації концепції всесвітнього апокаліпсиса внаслідок пандемії, а також ідеї опису вампіризму як хвороби. Уперше роман виданий у 1954 році американським видавництвом Gold Medal Books, і за його мотивами знято три фільми «Остання людина на Землі» (1964), «Людина Омега» (1971) та «Я — легенда» (2007); а також фільм «Я — Омега» (2007), який уважається неофіційною екранізацією фільму[джерело?]. Від 1970 року правами на книгу володіє компанія «Warner Brothers».

## Історія створення
Зі слів автора, ідея роману з'явилась Метісону під час перегляду фільму жахів «Дракула»: «Якщо один вампір — це страшно, як-то буде побачити увесь світ вампірів?» Назву роману письменник вигадав сам, і вона не є посиланням на біблійне «Я — легіон» із Євангелія від Марка.
У інтерв'ю в 2004 році Метісон розповів, що вважає роман «Я — легенда» одним з найвдаліших своїх творів.

## Сюжет роману
Події роману відбуваються з кінця 1975 до 1978 року, після початку пандемії, внаслідок якої все людство виявляється ураженим невідомою хворобою, яку з високою імовірністю переносять комарі, наслідком якої часто є смерть людини (а також інших теплокровних істот), а вірогіднішим наслідком якої є перетворення людини на вампіра. Головний герой роману — Роберт Невілл, колишній військовий, який проживає у Лос-Анджелесі. Під час епідемії у нього спочатку інфікується дружина, яка пізніше перетворюється на вампіра й помирає, а пізніше, потрапивши до рук вампірів, інфікується і помирає дочка. Сам же головний герой має імунітет до хвороби, на його думку — після укусу кажана-вампіра в Панамі, де він перебував під час війни. Після смерті близьких чоловік тривалий час не може оговтатись, більшу частину витрачаючи на боротьбу із нічними нашестями вампірів, та страждає на депресію, із якою бореться вживанням великої кількості алкоголю. Проте пізніше герой знаходить у собі сили боротися із пошестю. Для цього він ретельно обладнує будинок, ретельно підшуковує техніку в неушкоджених магазинах, проникає у сусідні будинки та вбиває сплячих удень вампірів. Для уникнення проникнення в будинок вампірів Невілл усюди розвішує пучки часнику, запах якого відлякує вампірів. окрім цього головний герой роману проникає до бібліотеки, та спеціально підбирає літературу з медицини та фізіології для розробки ліків проти цього захворювання. Пізніше він встановлює, що причиною цього захворювання є бактерія, яка може спричинити зараження як живих, так і мертвих людей, а також тварин. Попри все, Невілл і далі почувається самотнім. Він пробує прихистити у своєму будинку бездомного пса, проте пізніше виявляється, що він також інфікований. Невілл спробував вилікувати його, проте пес помирає.

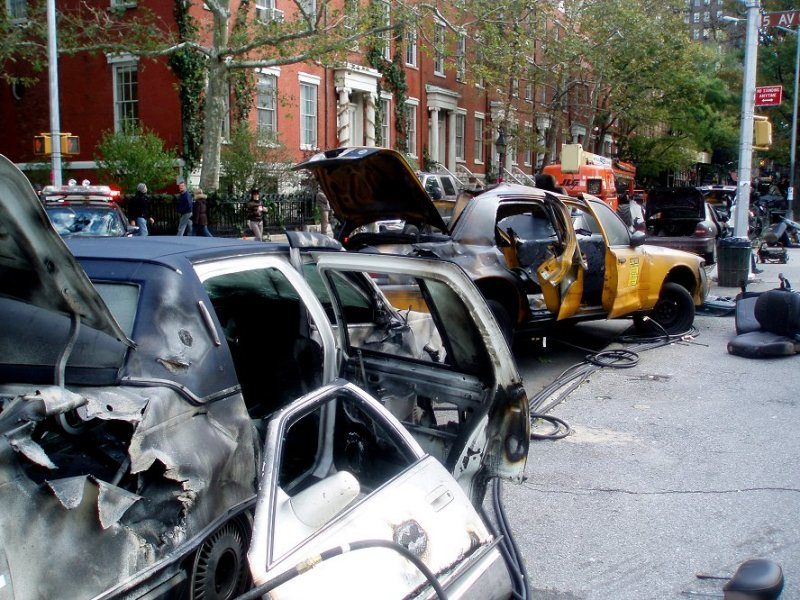
Вид на будинок Невілла у фільмі «Я — легенда».

Пізніше Роберт Невілл на вулиці помічає жінку на ім'я Рут, яку спочатку вважає не інфікованою. Вона стверджує, що під час епідемії втратила двох дітей, а пізніше чоловіка. Невілл запрошує її до свого будинку, і пізніше виявляє, що вона також не зносить запаху часнику, а також виступає проти знищення вампірів. Він пропонує їй перевірити, чи вона не інфікована. Вона погоджується, проте неохоче, і після перевірки, в результаті якої Невілл дізнається, що вона також інфікована, Рут вдаряє Невілла по голові, після чого він втрачає свідомість. Отямившись, він знаходить записку від Рут, у якій повідомляється, що вона тривалий час стежила за ним по завданню певної групи людей, які зуміли пристосуватися до хвороби, знаходять ліки для полегшення її перебігу, а також займаються боротьбою із справжніми вампірами й організацією нових суспільних відносин. Для цього суспільства Невілл є також небезпечним, оскільки він убивав не тільки вампірів, а й представників цієї групи людей, у тому числі й її чоловіка, тому, найімовірніше, представники цього нового суспільства захочуть його вбити. Уночі до його будинку приходять невідомі, вбивають усіх вампірів, які знаходились неподалік будинку, та після нетривалого опору з боку Невілла беруть будинок штурмом, та відвозять до своєрідної в'язниці. у в'язниці його відвідує Рут, яка зізнається, що є високопоставленим членом нового суспільства, та повідомляє, що він залишився останньою людиною на Землі, та, хоча й вона не бажає його смерті, проте дуже багато членів цього нового суспільства вимагають його смерті. Щоб зменшити його страждання, вона залишає йому пакетик з отрутою. Після цього вона виходить із камери Невілла, і він виглядає на вулицю, де побачив натовп, що з ненавистю розглядав його. Зрозумівши, що в новому суспільстві йому немає місця, Невілл ковтає отруту і помирає.

## Екранізації

### Остання людина на Землі (1964)
Річард Метісон написав сценарій для фільму за своїм романом ще у 50-х роках ХХ століття. Планувалось, що фільм буде зніматися на британській студії «Hammer», письменник навіть для цього спеціально відвідував Велику Британію, проте сценарій не був схвалений цензурою. Пізніше цей сценарій продали американцю Роберту Ліпперту, який мав намір залучити до роботи над фільмом відомого німецького режисера Фріца Ланга, проте пізніше автора роману повідомили, що над фільмом буде працювати американський режисер Сідні Салков, що не сподобалось Метісону. У результаті вперше роман екранізований у 1964 році Сідні Салковим під назвою «Остання людина на Землі». Головну роль у фільмі зіграв Вінсент Прайс. Фільм знятий за сценарієм Метісона, проте в останній момент до сюжету зробили зміни, тому автор попросив прибрати своє ім'я з титрів фільму, тому в титрах він вказаний під псевдонімом «Логан Свонсон» (англ. Logan Swanson). Окрім цього, Метісон був незадоволений як режисерською роботою, так і вибором актора на головну роль. Щоправда, натепер сюжет цього фільму найближчий до сюжету роману.

### Людина Омега (1971)
Фільм «Людина Омега», знятий у 1971 році, Метісон також сприйняв негативно, зазначивши, що зміни в сюжеті зробили його практично невпізнаваним. Місце вампірів у фільмі зайняли фанатичні сектанти, які мутували після бактеріологічної війни. Роберт Невілл (роль якого зіграв Чарлтон Гестон) здоровий завдяки тому, що отримав щеплення експериментальною вакциною.
У кінці 90-х років ХХ століття Рідлі Скотту запропоновано зняти нову екранізацію з Арнольдом Шварценеггером в ролі Невілла. Сценарій до фільму написав Марк Протосевич. Пізніше Скотт замінив Протосевича на власного сценариста, Джона Логана, плануючи створити суміш науково-фантастичного бойовика і трилера з трагічною кінцівкою. Проте студія Warner Brothers занепокоїлась тим фактом, що фільм може виявитися недостатньо успішним комерційно, тому повернула Протосевича як сценариста фільму. У результаті фільм так і не був знятий у зв'язку з труднощами зі сценарієм, бюджетом (сценарій вимагав надто високих фінансових витрат) та дизайном персонажів (за словами Рідлі Скотта, вампіри виходили надто схожими на людей).

### Я— легенда (2007)
Екранізація 2007 року «Я — легенда» з Віллом Смітом у головній ролі знята за сценарієм Марка Протосевича із змінами Аківи Голдсмана. Сценарій знову переписувався, щоб зробити фільм несхожим на попередні екранізації та інші фільми про зомбі. Дія фільму була переміщена з Лос-Анджелеса в Мангеттен (Нью-Йорк). Арнольд Шварценеггер став продюсером фільму. Окрім значних сюжетних відмінностей від оригіналу, в фільмі є також логічні хиби, наприклад, прекрасний стан машин і прапорів на вулицях, хоча за 3 роки, згідно з сюжетом фільму, все повинно було покритися брудом та частково зруйнуватися від часу; також є нелогічним з наукової точки зору наявність двох типів імунітету до одного і того ж збудника (імунітет до збудника в повітрі та імунітет до збудника, що потрапив у здоровий організм при фізичному контакті з хворим).

## Комікси

### Серія коміксів «„Я— легенда“ Річарда Метісона»
Серія коміксів під назвою Richard Matheson's I Am Legend («„Я — легенда“ Річарда Метісона») створена Стівом Найлсом і Елманом Брауном. Вона вперше опублікована в 1991 році видавництвом «Eclipse Comics», а пізніше перевидана «IDW Publishing». Сюжет коміксу близький до сюжету оригіналу: в коміксі немає зомбі, але є вампіри, які розмовляють з Невіллом та кличуть його до себе. Головний герой часто згадує минуле, багато курить і часто випиває. Будинок у нього звичайний, а не броньований. У фіналі, згідно з сюжетом коміксу, Невілл рушає на битву з вампірами, проте його перемагають та ховають. Через деякий час він прокидається та виявляє, що глобальне перетворення людей у вампірів було стрибком еволюції, а сам Невілл виявився єдиним, хто не зумів перетворитися. Усі вампіри перетворюються на людей. Ця серія складається з 4-х випусків.

### Серія вебкоміксів «Я— легенда: Пробудження»
Напередодні виходу фільму «Я — легенда» у 2007 році компанія «Vertigo» випустила безплатну серію вебкоміксів, дія в яких відбувається перед подіями фільму. Серія складається з чотирьох випусків під спільною назвою «Я — легенда: Пробудження» (англ. I Am Legend: Awakening). У ній розповідається про долю кількох людей, що вижили в той час, коли збудник ще не поширився на всю планету. Багато людей загинуло, проте поки що залишились ті, що вижили — або заражені, або ті, що мають імунітет.

## Відзнаки
У 2008 році роман «Я — легенда» відзначений премією «Геффен» як найкращий перекладений твір наукової фантастики. Також у 2008 році роман відзначений фінською премією «Зоряна фантазія». 2011 року роман відзначений Премією Брема Стокера як вампірський роман століття.

## Переклади
Роман «Я — легенда» перекладений багатьма іноземними мовами, зокрема німецькою, французькою, японською, італійською, нідерландською, російською, фінською. Українською мовою роман «Я — легенда» уперше перекладений у 2016 році, та вийшов друком у видавництві «Клуб сімейного дозвілля».